# Aspartame
L'aspartame è un dipeptide composto da acido aspartico e fenilalanina, in cui l'estremità carbossilica della fenilalanina è esterificata con il metanolo.
È usato nell'alimentazione umana come edulcorante ed è uno degli ingredienti alimentari più rigorosamente testati. Gli studi hanno rivelato che l'aspartame è sicuro per la salute quando il suo consumo non supera i livelli di concentrazione attualmente presenti negli alimenti. Le polemiche sul suo utilizzo sono sempre state numerose sin dal 1981, anno in cui la Food and Drug Administration statunitense ne approvò l'utilizzo.

## Storia
Il potere dolcificante dell'aspartame è stato scoperto nel 1965 da James M. Schlatter, un chimico che lavorava per la G. D. Searle & Company. Schlatter aveva sintetizzato l'aspartame come tappa chimica intermedia del processo di generazione di un tetrapeptide (cioè una sostanza composta da quattro aminoacidi) della gastrina da utilizzare nella valutazione di un farmaco anti-ulcera. Egli ne scoprì per caso il suo sapore dolce leccandosi il dito per voltare pagina.
Nel 1981 viene approvata la sua entrata in commercio e nel 1983 la FDA ne ha approvato l'uso nelle bevande, nei prodotti da forno e in quelli confezionati. Nel 1996 l'FDA ha rimosso tutte le limitazioni sull'uso dell'aspartame. Nel 1980 diversi paesi dell'Unione europea hanno approvato l'uso dell'aspartame, che è stato approvato a livello europeo nel 1994. Il comitato scientifico della Commissione europea per l'alimentazione recensendo i successivi studi di sicurezza ha ribadito l'approvazione nel 2002.
L'aspartame si è progressivamente imposto come il dolcificante artificiale più diffuso al mondo, con una produzione annua dell'ordine delle decine di migliaia di tonnellate.
Nel luglio 2023 l'OMS ha dichiarato di aver classificato l'aspartame come "possibilmente cancerogeno per l'uomo", lasciando però invariato il livello di assunzione giornaliera accettabile.

## Usi
Viene utilizzato come additivo alimentare autorizzato a livello europeo e classificato col numero E951. Pur avendo la stessa quantità di calorie del saccarosio, il suo potere dolcificante è circa 200 volte maggiore, per cui ne sono sufficienti piccole quantità per dolcificare cibi e bevande. Una dose efficace è di circa 20 mg per un adulto.
Sebbene il gusto dell'aspartame sia quello che più si avvicina al profilo gustativo dello zucchero tra i dolcificanti artificiali approvati, il suo gusto differisce da quello del saccarosio sia nei tempi di insorgenza, che per la durata in bocca. La dolcezza dell'aspartame dura più a lungo di quella del saccarosio, quindi viene spesso miscelato con altri dolcificanti artificiali come l'acesulfame potassico per produrre un gusto generale più simile a quello dello zucchero.
Come molti altri peptidi, l'aspartame può scomporsi nei suoi amminoacidi costituenti quando le condizioni di temperatura o di pH diventano estreme. Ad esempio, l'aspartame è inutilizzabile come dolcificante per le pietanze da cucinare o riscaldare in forno ed è anche soggetto a degradazione nei prodotti che presentano un pH basico. La stabilità dell'aspartame sotto riscaldamento può essere migliorata in una certa misura inglobandolo nei grassi o nella maltodestrina.
Quando disciolto in acqua a temperatura ambiente, è più stabile a pH 4,3, dove la sua emivita è di quasi 300 giorni. A pH 7, tuttavia, la sua emivita è di pochi giorni. La maggior parte delle bevande analcoliche ha un pH compreso tra 3 e 5, dove l'aspartame è stabile. Nei prodotti che potrebbero richiedere una durata di conservazione più lunga, come gli sciroppi per bevande alla spina, l'aspartame viene talvolta miscelato con un dolcificante più stabile, come la saccarina.

## Effetti sulla salute
La sicurezza dell'aspartame è stata studiata sin dalla sua scoperta ed è uno degli ingredienti alimentari più rigorosamente testati. L'aspartame è stato ritenuto sicuro per il consumo umano da oltre 100 agenzie di regolamentazione, tra cui la Food and Drug Administration statunitense, la Food Standards Agency britannica, l'Autorità Europea per la sicurezza alimentare, la Health Canada e le agenzie australiane e neozelandesi.
A partire dal 2017, le reviews degli studi clinici hanno mostrato che l'uso di aspartame (o anche di altri dolcificanti non nutritivi) al posto dello zucchero riduce l'apporto calorico e dunque il peso corporeo negli adulti e nei bambini. Un altro articolo sugli effetti metabolici del consumo di aspartame ha rilevato che quest'ultimo non ha influenzato la glicemia, l'insulinemia o la concentrazione di colesterolo o dei trigliceridi. Ha invece influenzato i livelli di lipoproteine ad alta densità, che erano più alti rispetto al controllo, ma comunque inferiori rispetto al gruppo che ha usato saccarosio come dolcificante.

### Controindicazioni
La dose giornaliera ammissibile è stata fissata in 40 mg/kg di peso corporeo, che per una persona adulta di 70 kg di peso equivale all'assunzione di 4-5 litri di bibita gassata, 300-350 gomme da masticare o circa 140 compresse dolcificanti.
Ne è sconsigliata l'assunzione alle donne incinte e ai bambini, sebbene sia presente in molti prodotti rivolti anche a questi ultimi.
Le persone che soffrono di fenilchetonuria, che hanno cioè difficoltà nell'eliminare la fenilalanina, devono controllare l'assunzione di aspartame in quanto ne è una fonte.

## Effetti sulla salute non supportati scientificamente
Il percorso di messa in commercio dell'aspartame fu caratterizzato da polemiche, sia perché la FDA si basò in passato su studi imperfetti, sia perché alcuni valutatori della FDA furono in seguito assunti dall'azienda titolare dell'autorizzazione. Queste zone d'ombra da un lato fecero sì che s'imputassero all'uso dell'aspartame una serie di malattie, e dall'altro spinsero una serie di enti a fare approfondite verifiche, reiterate più volte nel tempo, che ne hanno sancito la sicurezza.

### Cancro
Le reviews non hanno trovato alcuna associazione tra uso di aspartame e cancro. Questa posizione è supportata da diverse agenzie di regolamentazione come la FDA e l'EFSA, nonché da organismi scientifici come il National Cancer Institute.

### Neurotossicità e mal di testa
Le reviews non hanno trovato prove che l'uso di aspartame porterebbe a effetti neurotossici.
Il mal di testa è il sintomo più comune segnalato dai consumatori. Una piccola review ha notato che l'aspartame potrebbe essere uno dei tanti fattori scatenanti l'emicrania e lo include in un elenco assieme a: formaggio, cioccolato, agrumi, hot dog, glutammato monosodico, cibi grassi, gelati, caffeina e bevande alcoliche (in particolare vino rosso e birra). Alcune rassegne di studi hanno rilevato informazioni contrastanti sul mal di testa con mancanza di prove e riferimenti a sostegno di questa affermazione.

## Dibattito sulla sicurezza
Il dibattito sull'uso di aspartame negli alimenti si è riacceso nel 2005 con la pubblicazione di uno studio promosso dalla California Environmental Protection Agency che ha evidenziato un aumento dell'incidenza di linfomi e leucemie nei topi femmina a seguito di assunzione di bassi dosaggi di aspartame. Inoltre uno studio della Fondazione Europea di oncologia e scienze ambientali "Bernardino Ramazzini" di Bologna ha ulteriormente segnalato questi effetti e ha ipotizzato un legame tra la formaldeide rilasciata dal metabolismo dell'aspartame e l'aumento dell'incidenza di tumori cerebrali. Lo studio è stato pubblicato sullo European Journal of Oncology nel luglio 2005. Questi nuovi dati sono stati valutati dall'Agenzia Europea per la Sicurezza Alimentare (EFSA), nell'insieme di tutti gli studi effettuati sull'aspartame negli ultimi vent'anni. L'EFSA ha confermato la dose giornaliera ammissibile di 40 mg/kg peso corporeo e ha concluso che lo studio non dimostra con sicurezza la relazione fra l'insorgenza di tumori e il consumo di aspartame e non sono emersi nuovi dati che giustifichino nuovi studi, considerate anche le fasce di assunzione più a rischio come i diabetici o le persone che seguono regimi alimentari a basso contenuto calorico. L'EFSA, che già si era espressa sull'aspartame nel 2002, ne ha ribadito la sicurezza negli anni seguenti (2006, 2009, 2010, 2011).
La sicurezza dell'aspartame è stata anche riaffermata negli Stati Uniti dal National Cancer Institute a seguito di un'indagine durata cinque anni su mezzo milione di persone. Dall'indagine non è emerso nessun aumento dell'incidenza di linfomi, leucemie e tumori del cervello. Questo studio è stato effettuato sulla base di questionari inviati fra il 1995 e il 1996 a persone di età compresa fra 50 e 70 anni e riguarda l'analisi di rischio per un'esposizione a dosi inferiori alle attuali e non superiore ai 15 anni, visto che l'inizio della commercializzazione dell'aspartame risale al 1981. Nel 2007 una review medica sull'argomento concluse che le prove scientifiche mostravano che l'assunzione di aspartame come dolcificante è priva di pericoli ai livelli attuali di consumo.
Nel 2013 l'agenzia europea EFSA, in un comunicato stampa del 10 dicembre, ha annunciato di aver concluso un'analisi su larga scala di tutti gli studi disponibili: dall'analisi emerge che "l'aspartame e i suoi prodotti di degradazione sono sicuri per il consumo umano ai livelli di esposizione attuali", cioè alla dose giornaliera accettabile di 40 mg/Kg di peso corporeo/die.

### Ultimi studi sulla sicurezza
Al momento del comunicato stampa del 2013 dell'EFSA e nel periodo successivo, erano già in corso diversi studi come il The NutriNet-Santé Study, 
 che ha valutato l'impatto dei dolcificanti nell'alimentazione moderna e dei rischi ad essi correlati nell'uso, e nell'abuso, di tali sostanze sintetiche, con particolar riguardo all'aspartame, acesulfame K e sucralosio. Lo studio, osservazionale e non sperimentale, ha arruolato oltre 100 000 persone; il controllo è durato dal 2009 al 2021. I risultati ottenuti hanno dimostrato la non totale sicurezza dei preparati in studio, probabilmente a dosaggi medio-alti e in corso di utilizzo cronico, e hanno considerato i loro effetti sull'insorgenza di cancro, sul diabete mellito di tipo 2 e sull'apparato circolatorio. In considerazione della notevole diffusione degli edulcoranti nelle preparazioni industriali di cibi e bevande, il loro uso va ulteriormente controllato anche per evitare l'"effetto sommatoria" che si rischia utilizzando, anche inconsapevolmente, diversi alimenti che li contengono. Nel 2023, e precisamente il 15 maggio, anche l'Organizzazione Mondiale della Sanità ha raccomandato di non utilizzare i comuni dolcificanti (edulcoranti intensi o non-sugar sweeteners/NSS), tra cui l'aspartame, per controllare il peso corporeo e nel lungo periodo, affermando: 
"La raccomandazione si basa sui risultati di una revisione sistematica delle prove disponibili che suggeriscono che l'uso di NSS non conferisce alcun beneficio a lungo termine nella riduzione del grasso corporeo negli adulti o nei bambini. I risultati della revisione suggeriscono anche che potrebbero esserci potenziali effetti indesiderati dall'uso a lungo termine di NSS, come un aumento del rischio di diabete di tipo 2, malattie cardiovascolari e mortalità negli adulti 
Nel The NutriNet-Santé Study si sono potuti elaborare una quantità notevole di dati, che hanno permesso di verificare l'effetto dei diversi dolcificanti anche sull'apparato cardiovascolare. Si è riscontrato un aumento, pari al 9%, dei rischi cardiovascolari e cerebrovascolari, quali infarto miocardico acuto, sindrome coronarica acuta, angioplastica, angina pectoris, ictus o attacco ischemico transitorio. con una relazione dose-effetto, poiché tali eventi aumentavano con un consumo maggiore di dolcificanti. Gli studiosi concludono che saranno probabilmente necessarie ulteriori analisi più approfondite, ma i recenti studi sulla salubrità di queste sostanze pongono dei dubbi riguardo all'uso sempre più frequente e di lunga durata.
A giugno 2023, i ricercatori dell'Agenzia internazionale per la ricerca sul cancro (IARC) hanno pubblicato un rapporto in cui erano state riscontrate "prove limitate" (limited evidence) che l'aspartame causasse il cancro negli esseri umani, classificando il dolcificante nel Gruppo 2B (possibilmente cancerogeno). Il responsabile della pubblicazione ha tenuto a precisare, in sintesi, che la classificazione inserita nel rapporto non indica la certezza che esista un rischio noto di cancro derivante dal consumo del dolcificante, ma che si tratta più della necessità di chiarire e comprendere il rischio cancerogeno reale che può o non può essere rappresentato dal consumo della stessa.

In risposta alla pubblicazione dello IARC la FDA ha così ribattuto,
"Il fatto che l'aspartame sia etichettato dallo IARC come "possibilmente cancerogeno per l'uomo" non significa che sia effettivamente collegato al cancro. La FDA non è in accordo con la conclusione dello IARC secondo cui questi studi supportano la classificazione dell'aspartame come possibile cancerogeno per l'uomo. Gli studiosi della FDA hanno esaminato le informazioni scientifiche incluse nella revisione dello IARC del 2021, quando sono state rese disponibili per la prima volta, e hanno identificato carenze significative negli studi su cui lo IARC si è basato".
I responsabili dell'OMS hanno tenuto a precisare che il consumo occasionale di aspartame non costituisce motivo di preoccupazione, ma ritiene che nuovi studi e ricerche sul prodotto e sui sostituti dello zucchero in generale, possano dare risposte più chiare su eventuali rischi per la salute umana e in chi, in particolare, ne fa un uso costante.